# Síndrome de Nelson
La síndrome de Nelson és una malaltia endocrina que consisteix en l'aparició d'un tumor productor d'ACTH en la hipòfisi després de practicar una adrenectomia bilateral.

## Etiologia
En extirpar les glàndules suprarenals (a causa d'una síndrome de Cushing o d'altres causes) es crea una important depleció de cortisol en sang, per això s'elimina el mecanisme que inhibeix les cèl·lules productores d'ACTH de la hipòfisi, que proliferen i creixen, arribant a formar un vertader tumor productor d'ACTH. Tot i que són tumors benignes, llur creixement és ràpid i poden arribar a una mida considerable.

## Tractament
La primera opció terapèutica és la cirurgia seguida de radioteràpia. Si no és efectiva pot oferir-se un tractament mèdic pal·liatiu amb diferents fàrmacs.